# Stabilisator (flygteknik)

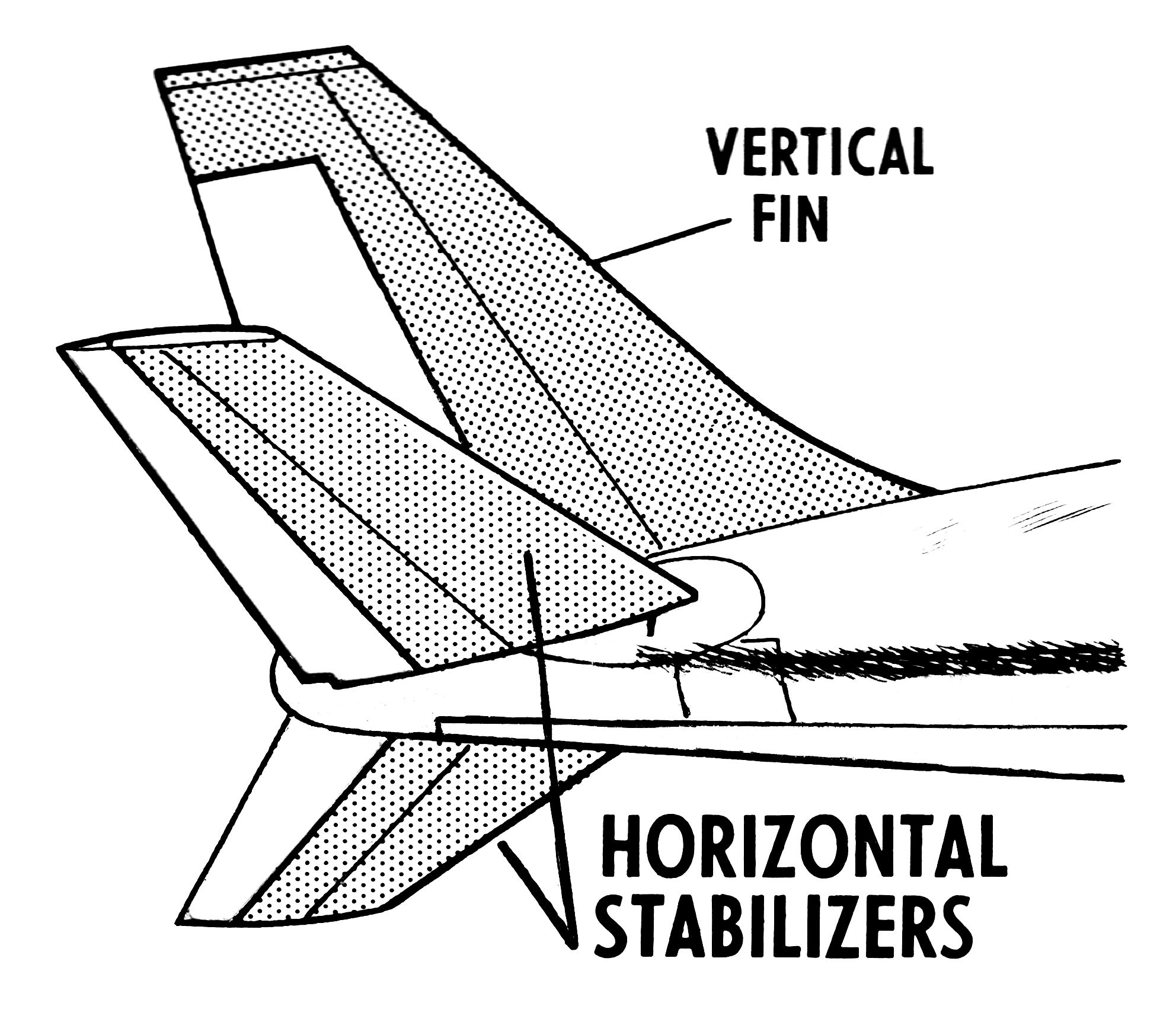
Stjärtstyrverk hos ett konventionellt flygplan. Det nedre horisontalplanet (horizontal stabilizers) är planets "stabilisator", medan övre vertikalplan (vertical fin) är planets fena.

Stabilisator eller bakplan (engelska: tailplane, "stjärtplan") kallas det horisontellt liggande aerodynamiska stabiliseringsplan som vanligtvis utgör del av ett flygplans stjärtstyrverk och ger stabilitet i horisontalplanet (loopingplanet), i motsats till flygplanets fena, som ger stabilitet i vertikalplanet (girplanet). Som alternativ till stjärtstyrverket kan stabilisatorn även monteras framtill på planet, så kallad nosvinge eller canardvinge, vilket används hos bland annat Saab 37 Viggen, Saab 39 Gripen och Eurofighter Typhoon, etc. Även bröderna Wrights första flygplan använde sig av nosstabilisator.
Stabilisatorn är vanligtvis försedd med flygplanets höjdroder i bakkanten, men det förekommer även "rörliga höjdroder" som kan justeras i höjdled för att agera eget höjdroder (engelska: stabilator), alternativt att rörligheten används för rodertrim. Om trimning sker genom att justera stabilisatorernas vinkel uppnås en påtaglig trimningseffekt som fungerar oavsett hastighet. Trimningen sköts vanligtvis av elektriska motorer eller hydraulik.